# 红褐鳞毛蕨
红褐鳞毛蕨（学名：Dryopteris rubrobrunnea）为鳞毛蕨科鳞毛蕨属下的一个种。

## 扩展阅读
- 維基物種上的相關：红褐鳞毛蕨